# Chalupy (Zemětice)
Chalupy jsou malá vesnice, část obce Zemětice v okrese Plzeň-jih v Plzeňském kraji. Nachází se asi jeden kilometr severovýchodně od Zemětic. V roce 2011 zde trvale žilo 25 obyvatel.
Chalupy leží v katastrálním území Zemětice o výměře 3,81 km².

## Historie
První písemná zmínka o vesnici pochází z roku 1789.

## Obyvatelstvo
| Rok            | 1869 | 1880 | 1890 | 1900 | 1910 | 1921 | 1930 | 1950 | 1961 | 1970 | 1980 | 1991 | 2001 | 2011 | 2021 |
| -------------- | ---- | ---- | ---- | ---- | ---- | ---- | ---- | ---- | ---- | ---- | ---- | ---- | ---- | ---- | ---- |
| Počet obyvatel | 150  | 158  | 137  | 155  | 211  | 216  | 186  | 116  | 122  | 99   | 53   | 36   | 28   | 25   | 39   |
| Počet domů     | 24   | 23   | 25   | 25   | 32   | 33   | 36   | 35   | 35   | 32   | 23   | 26   | 26   | 27   | 32   |

## Pamětihodnosti
- Návesní kaple
- Rozhledna Chalupská Štěpánka

## Galerie

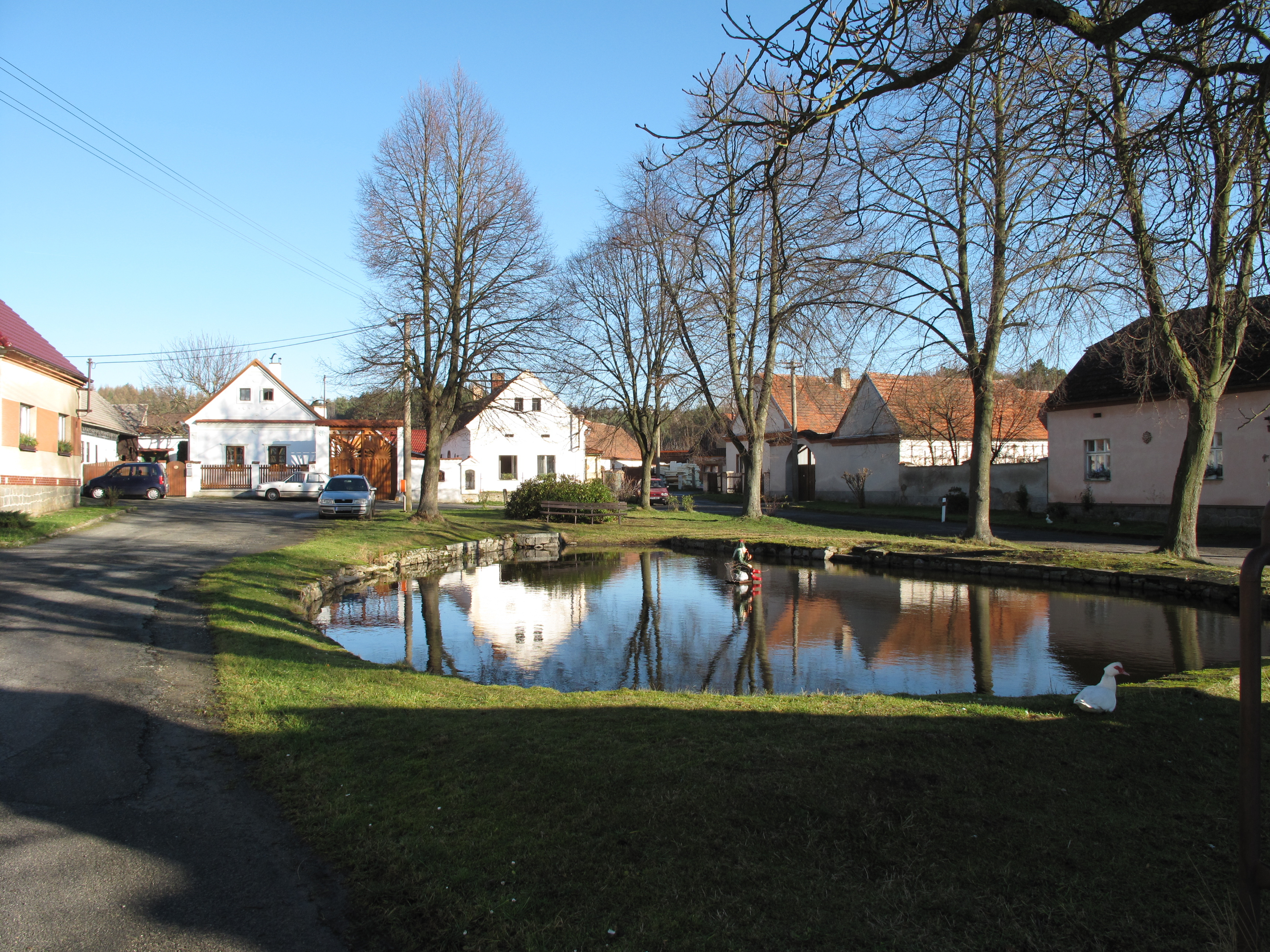
Náves
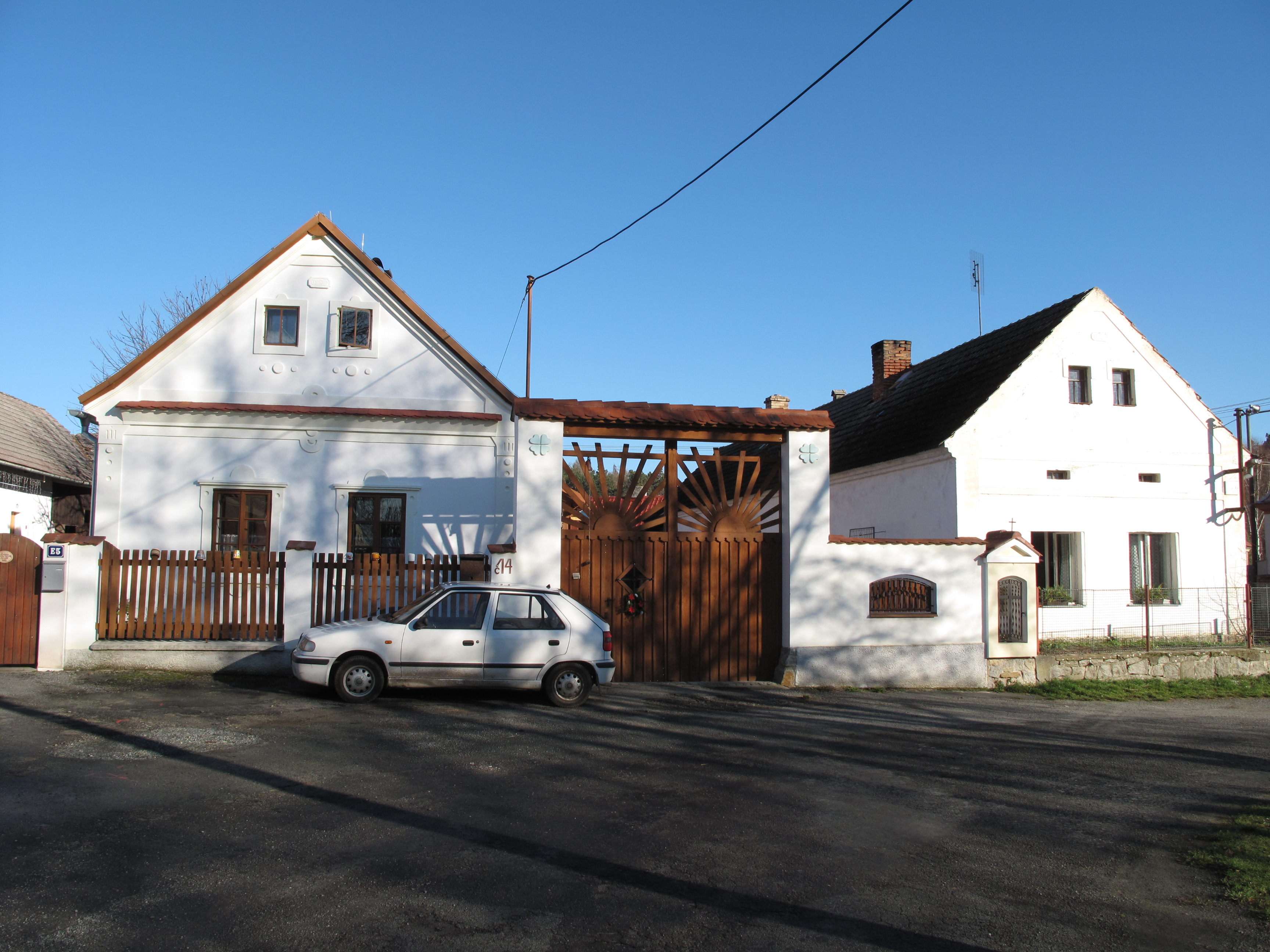
Statek
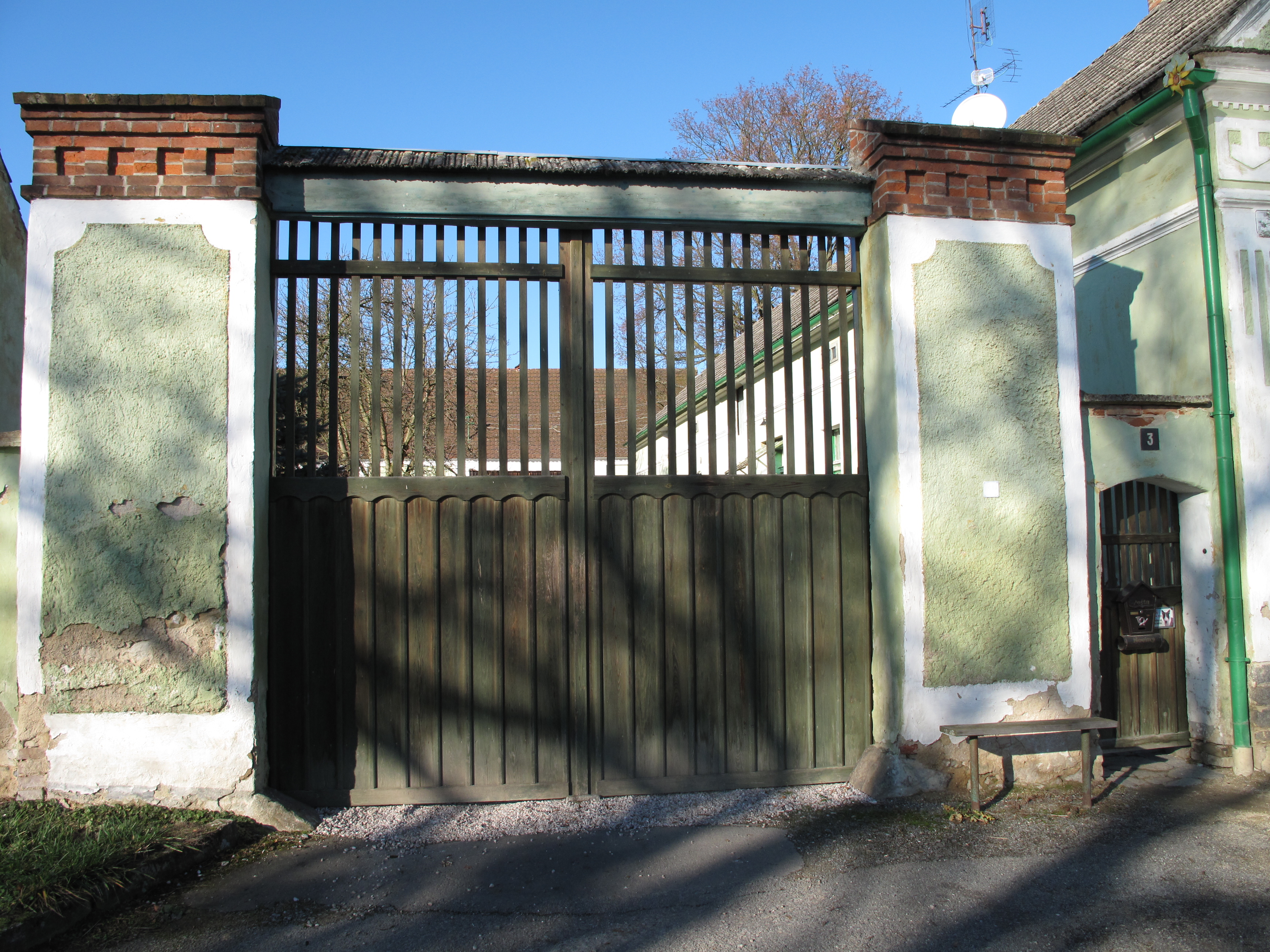
Vrata
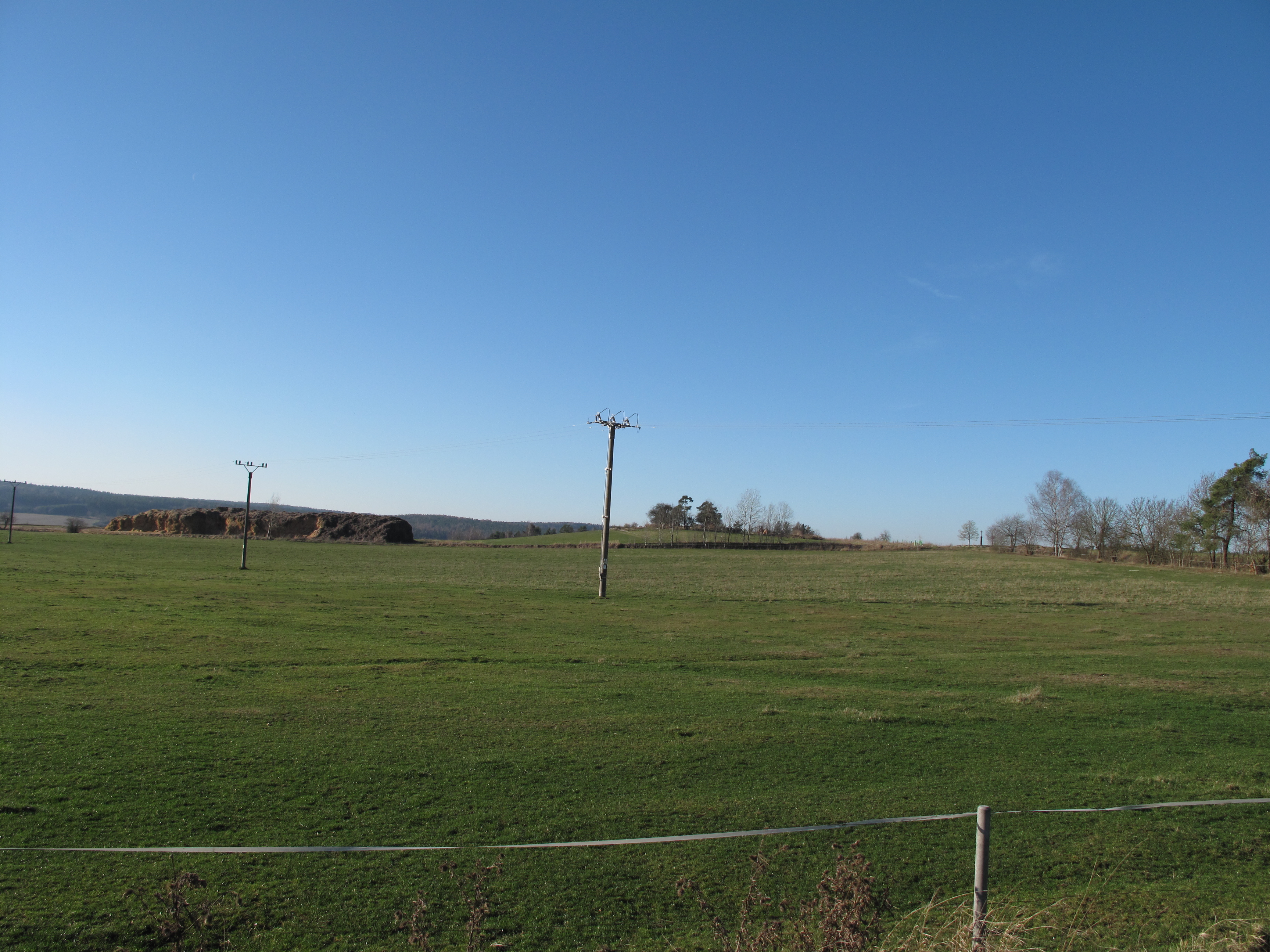
Pastvina